# Service de traitement de l'information de la gendarmerie
Pour Stig (Fleuve), voir Stig.
En France, le service de traitement de l'information de la gendarmerie (STIG) est un opérateur hébergement / infrastructures haute et très haute disponibilité. Ayant pour responsabilité les data centers opérés par la Gendarmerie nationale, il assure la production, l'exploitation et l'intégration d'applications informatiques au profit des forces de sécurité intérieures. Situé en Île-de-France, il est le premier centre de services informatiques de l'État français à être certifié ISO 20000, ISO 27001 et ISO 22301.

## IPMS
Le STIG dispose de plusieurs infrastructures de très haute disponibilité, dont la plus importante est appelée infrastructure de production mutualisée et secourue (IPMS) qui a pour objectif de :
- garantir la continuité de service des applications en fonction de la criticité ;
- fournir une solution de secours sur site distant en cas de sinistre majeur et de reprendre l'activité ;
- donner à ses systèmes la possibilité d'évoluer facilement ;
- organiser la production informatique et le support utilisateur en s'appuyant sur la mise en place de processus et pratiques industriels comme ITIL.

L'IPMS est une infrastructure efficiente et résiliente capable de rétablir les services aux utilisateurs très rapidement en cas de sinistre majeur. Les ressources humaines militaires permettent une sécurité et une réactivité effectives.

## Clients du STIG
Les clients du STIG sont notamment :
- l'Agence du Numérique des Forces de Sécurité Intérieures (ANFSI), anciennement le service des technologies et des systèmes d'information de la sécurité intérieure du ministère de l'Intérieur (ST(SI)2) ;
- divers ministères et structures étatiques.

## Certification
Le STIG est certifié pour des services d’hébergement d’applications opérationnelles sur l'IPMS :
- depuis le 18 février 2011 pour l'ISO 20000[1] ;
- depuis le 21 mai 2013 pour l'ISO 27001 ;
- depuis le 6 septembre 2018 pour l'ISO 22301.

## Les personnels
Les personnels du STIG sont des militaires de la gendarmerie ou des personnels civils experts de la production, de l'exploitation et de l'intégration dans des environnements de « data center ».

## Recrutement
Le STIG propose plusieurs voies de recrutement :
- La voie interne :
  - Pour les sous-officiers de gendarmerie : à la suite d'une spécialisation proposée par le centre national de formation aux systèmes d'information et de communication de la gendarmerie (CNFSICG) ;
  - Pour les officiers de gendarmerie : des postes d'encadrement sont proposés pour les officiers ayant suivi un cursus informatique ou scientifique.
- La voie externe :
  - La contractualisation en qualité de "commissionné" (militaire commissionné dans l'Armée française) est proposée à des électriciens, des techniciens data center ou des systèmes d'information, des ingénieurs en cybersécurité ou informatique. Le recruté devient alors sous-officier ou officier, et profite ainsi des mêmes avantages que le militaire d'active le temps de son contrat ;
  - Des postes de personnels civils sont proposés pour des postes spécifiques ;
  - Le service accueille également des apprentis et des stagiaires.

Pour plus de renseignements, rendez-vous sur https://www.gendarmerie.interieur.gouv.fr/recrutement/ .